# The Cambridge History of Ancient China
A The Cambridge History of Ancient China: From the Origins of Civilization to 221 BC a Cambridge University Press gondozásában, 1978-tól megjelenő, The Cambridge History of China, Kína történelmét feldolgozó szakkönyv.

## Leírás
Az 1999-ben megjelent mű a 15 kötetesre, 17 könyvből álló, The Cambridge History of China című monumentális sorozat kiegészítő kötete, amely Kína történelmét a kezdetektől egészen az i. e. 221-ben bekövetkezett egyesítésig mutatja be. A kötet szerkesztői Michael Loewe és Edward L. Shaughnessy, de rajtuk kívül, a mű fejezeteinek megírásában további tizennégy szakember vett részt, köztük Robert Bagley, Kwang-chih Chang, James Geiss, Cho-Yun Hsu, David N. Keightley, Mark Edward Lewis, David S. Nivison és Jessica Rawson.